# Aspen City Hall
L'Aspen City Hall est un hôtel de ville américain situé à Aspen, dans le comté de Pitkin, au Colorado. Il est inscrit au Registre national des lieux historiques depuis le 5 juin 1975.